# Quinçay

Quinçay este o comună în departamentul Vienne, Franța. În 2009 avea o populație de 2,126 de locuitori.